# Antonella Buccianti
Antonella Buccianti (nascida em 1960) é uma estatística italiana e cientista da Terra, conhecida pelo seu trabalho em estatísticas de dados composicionais e as suas aplicações em geoquímica e geoestatística. Ela é professora associada no departamento de ciências da terra da Universidade de Florença.

## Educação e carreira
Buccianti nasceu em 7 de agosto de 1960 em Florença. Ela obteve o título de mestre em estratigrafia pela Universidade de Florença em 1988, incluindo o trabalho feito como aluna da Agip, e concluiu o doutoramento na Universidade de Florença em 1994. Ela obteve uma posição permanente de pesquisadora na universidade em 2001.

## Livros
Buccianti é coautora, com Fabio Rosso e Fabio Vlacci, do livro italiano de três volumes Metodi matematici e statistici nelle scienze della terra (2000). Ela é co-editora de Compositional Data Analysis in the Geosciences: From Theory to Practice (Geological Society, 2006) e de Compositional Data Analysis: Theory and Applications (Wiley, 2011).

## Reconhecimento
Buccianti foi o vencedor em 2003 do Prêmio Felix Chayes da Associação Internacional de Geociências Matemáticas.